# خط عرض 36° جنوب
خط عرض 36° جنوب هي إحدى دوائر العرض الجغرافية، وهي دوائر وهمية تحيط بالكرة الأرضية، وموازية لخط الاستواء، وتتميز هذه الدائرة بأن الأراضي الواقعة عليها تنتمي للمنطقة المعتدلة الدفيئة.

## حول العالم
خط عرض 36° جنوب يبدأ من خط الزوال الأولي ويتجه شرقا ويمر عبر:
| الإحداثيات                           | البلد أو الإقليم أو البحر | ملاحظات |
| ------------------------------------ | ------------------------- | --- |
| 36°0′S 0°0′E / 36.000°S 0.000°E      | المحيط الأطلسي            | |
| 36°0′S 20°0′E / 36.000°S 20.000°E    | المحيط الهندي             | |
| 36°0′S 136°41′E / 36.000°S 136.683°E | أستراليا                  | جنوب أستراليا - جزيرة كانغارو |
| 36°0′S 137°36′E / 36.000°S 137.600°E | المحيط الهندي             | D'Estrees Bay، Backstairs Passage وEncounter Bay |
| 36°0′S 139°28′E / 36.000°S 139.467°E | أستراليا                  | جنوب أستراليا فيكتوريا (أستراليا) نيوساوث ويلز Victoria New South Wales Victoria New South Wales Victoria New South Wales                            |
| 36°0′S 150°9′E / 36.000°S 150.150°E  | المحيط الهادئ             | بحر تسمان |
| 36°0′S 173°47′E / 36.000°S 173.783°E | نيوزيلندا                 | الجزيرة الشمالية (نيوزيلندا) |
| 36°0′S 174°29′E / 36.000°S 174.483°E | المحيط الهادئ             | مرورا بجنوب the Hen و Chicken Islands, نيوزيلندا · مرورا بشمال Great Barrier Island, نيوزيلندا                                                       |
| 36°0′S 72°47′W / 36.000°S 72.783°W   | تشيلي                     | |
| 36°0′S 70°24′W / 36.000°S 70.400°W   | الأرجنتين                 | The parallel defines part of the border between محافظة مندوزا ولا بامبا (محافظة), و part of the border between سان لويس (محافظة) و La Pampa Province |
| 36°0′S 57°21′W / 36.000°S 57.350°W   | المحيط الأطلسي            | |